# US-amerikanische Dreiband-Meisterschaft
Die US-amerikanische Dreiband-Meisterschaft (offiziell: USBA National 3-Cushion Championships) ist eine nationale Turnierserie in der Karambolagedisziplin Dreiband und wird seit 1968 jährlich ausgerichtet. Bis 1988 wurde sie von der „Billiard Federation of the USA“ (BFUSA) ausgerichtet, seit der Fusionierung mit der „American Billiards Association“ (ABA) zur United States Billiard Association (USBA) 1988 übernimmt diese die Aufgabe. Als Co-Veranstalter fungiert immer der jeweilige Billard-Staatsverband. Der Jahressieger ist automatisch zur Teilnahme an der Panamerikameisterschaft qualifiziert.

## Geschichte
Während sich in Europa und Südamerika schon in den 1920er-Jahren der Billard-Amateursport organisierte, setzten die USA weiterhin auf die schon seit den 1880er-Jahren stattfindenden National- und Weltmeisterschaften der Profispieler, wie Willie Hoppe, Jacob Schaefer senior, Welker Cochran, Edward Lee, Jacob Schaefer junior etc. Seit Mitte der 1950er-Jahre war jedoch die Profiszene aufgrund von Überalterung fast ausgestorben, Nachwuchsspieler fehlten und die meisten Spieler waren eher am einfacheren Poolbillard interessiert, als am schwierigen Dreibandspiel. In einem Interview der Los Angeles Times anlässlich des 1996er-Turniers sagte der Spieler Mike Lombardo senior über die US-Karambolageszene:

“While European experts share their billiards skills with other players, Americans clasp them close to the vest. That’s why I believe the sport is dying out in this country, because so many of the great players died and took those secrets to their graves.”

„Während europäische Experten ihre Billardkunst mit anderen Spielern teilen, sind die Amerikaner zugeknöpft. Deshalb glaube ich, dass der Sport in diesem Land aussterben wird, weil so viele der großen Spieler starben und ihre Geheimnisse mit ins Grab nahmen.“

So kam es, dass sich erst relativ spät, 1966 die Idee zu einer Amateurmeisterschaft entwickelte die dann erstmals 1968 ausgetragen wurde.
In den Anfangsjahren dominierte Allen Gilbert die US-amerikanische Dreibandszene, gefolgt von Frank Torres und George Ashby. 1990 begann eine 12-jährige Siegesserie des aus Südkorea stammenden US-Spielers Sang Chun Lee, die erst Anfang der 2000er-Jahre von dem aus Uruguay stammenden Pedro Piedrabuena abgelöst wurde.

## Turnierrekorde
Die Angaben der USBA über den Generaldurchschnitt (GD) beziehen sich nur auf die Medaillenplätze, nicht auf das gesamte Teilnehmerfeld. Nicht alle Werte sind erhalten geblieben. Harry Sims war 1983 der erste Spieler der die Marke von 1 im GD mit 1,054 durchbrach, Frank Torres hatte beim gleichen Turnier einen GD von genau 1,000, ebenso wie George Ashby. Die Werte der Höchstserie (HS) sind, bis auf 1973, erst ab 1980 regelmäßig protokolliert worden.
| GD    | Name              | Jahr |
| ----- | ----------------- | ---- |
| 0,729 | Allen Gilbert     | 1968 |
| 0,870 | Allen Gilbert     | 1970 |
| 0,995 | George Ashby      | 1976 |
| 1.054 | Harry Sims        | 1983 |
| 1,094 | Frank Torres      | 1985 |
| 1,104 | Carlos Hallon     | 1989 |
| 1,471 | Sang Chun Lee     | 1990 |
| 1.591 | Sang Chun Lee     | 1992 |
| 1.835 | Sang Chun Lee     | 1995 |
| 1.892 | Pedro Piedrabuena | 2014 |
| 2.000 | Pedro Piedrabuena | 2021 |

| HS | Name                                                    | Jahr                |
| -- | ------------------------------------------------------- | ------------------- |
| 09 | W. Hawkins Allen Gilbert                                | 1968 1969           |
| 10 | Allen Gilbert                                           | 1971                |
| 13 | John Bonner                                             | 1973                |
| 14 | Allen Gilbert                                           | 1985                |
| 15 | Sang Chun Lee                                           | 1990                |
| 17 | Sang Chun Lee                                           | 1993                |
| 18 | Mazin Shooni Hugo Patiño Pedro Piedrabuena Raymon Groot | 2006 2019 2021 2023 |

Quellen:

## Turnierstatistik
Angegeben ist der Generaldurchschnitt (GD) des Spielers. Der 3. Platz wird ausgespielt. 1988 sind keine Angaben über den 3. Platz vorhanden. Die Angaben über die HS geben den Turnierrekord wieder.
-  Rekord im GD
-  Rekord in der HS

| Billiard Federation of the USA (1968–1988)     | Billiard Federation of the USA (1968–1988) | Billiard Federation of the USA (1968–1988) | Billiard Federation of the USA (1968–1988) | Billiard Federation of the USA (1968–1988) | Billiard Federation of the USA (1968–1988) | Billiard Federation of the USA (1968–1988) | Billiard Federation of the USA (1968–1988) | Billiard Federation of the USA (1968–1988) | Billiard Federation of the USA (1968–1988) | Billiard Federation of the USA (1968–1988) |
| Nr.                                            | Saison                                     | Ort                                        | Gold                                       | Gold                                       | Silber                                     | Silber                                     | Bronze                                     | Bronze                                     | Höchstserie                                | Höchstserie                                |
| Nr.                                            | Saison                                     | Ort                                        | Name                                       | GD                                         | Name                                       | GD                                         | Name                                       | GD                                         | Name                                       | HS                                         |
| ---------------------------------------------- | ------------------------------------------ | ------------------------------------------ | ------------------------------------------ | ------------------------------------------ | ------------------------------------------ | ------------------------------------------ | ------------------------------------------ | ------------------------------------------ | ------------------------------------------ | ------------------------------------------ |
| 1                                              | 1968                                       | San Jose, Kalifornien                      | Allen Gilbert                              | 0,729                                      | William Hynes                              | 0,690                                      | Bob Ameen                                  | 0,655                                      | W. Hawkins                                 | 9                                          |
| 2                                              | 1969                                       | San Jose, Kalifornien                      | William Hynes                              | 0,708                                      | Allen Gilbert                              | 0,678                                      | Harold Baker                               | 0,658                                      | Allen Gilbert                              | 9                                          |
| 3                                              | 1970                                       | San Mateo, Kalifornien                     | Allen Gilbert                              | 0,870                                      | Eddie Robin                                | 0,695                                      | William Romain                             | ?                                          |                                            | ?                                          |
| 4                                              | 1971                                       | Burbank, Kalifornien                       | Allen Gilbert                              | 0,818                                      | William Hynes                              | 0,729                                      | Mike Donnelly                              | 0,657                                      | Allen Gilbert                              | 10                                         |
| 5                                              | 1972                                       | Medford, Oregon                            | Eddie Robin                                | 0,846                                      | Allen Gilbert                              | 0,936                                      | John Josephson                             | ?                                          |                                            | ?                                          |
| 6                                              | 1973                                       | Portland, Oregon                           | John Bonner                                | 0,685                                      | Jose Hernandez                             | 0,719                                      | John Josephson                             | ?                                          | John Bonner                                | 13                                         |
| 7                                              | 1974                                       | San Jose, Kalifornien                      | Frank Torres                               | 0,750                                      | John Kinnane                               | 0,556                                      | William Spadafore                          | ?                                          |                                            | ?                                          |
| 8                                              | 1975                                       | San Jose, Kalifornien                      | John Bonner                                | 0,725                                      | Ray Tajima                                 | 0,680                                      | Frank Torres                               | ?                                          |                                            | ?                                          |
| 9                                              | 1976                                       | San Jose, Kalifornien                      | George Ashby                               | 0,995                                      | Jim McFarlane                              | 0,648                                      | Carl Baldwin                               | 0,781                                      |                                            | ?                                          |
| 10                                             | 1977                                       | San Jose, Kalifornien                      | Allen Gilbert                              | 0,934                                      | George Ashby                               | 0,976                                      | Frank Torres                               | 0,929                                      | Frank Howard                               | 9                                          |
| 11                                             | 1978                                       | San Jose, Kalifornien                      | Frank Torres                               | 0,835                                      | Larry Johnson                              | 0,830                                      | Carlos Hallon                              | 0,924                                      | Carlos Hallon                              | 13                                         |
| 12                                             | 1979                                       | San Jose, Kalifornien                      | Eddie Robin                                | 0,989                                      | Allen Gilbert                              | 0,873                                      | Frank Torres                               | 0,881                                      |                                            | ?                                          |
| 13                                             | 1980                                       | San Jose, Kalifornien                      | Harry Sims                                 | 0,848                                      | George Ashby                               | 0,924                                      | Allen Gilbert                              | ?                                          | George Ashby                               | 12                                         |
| 14                                             | 1981                                       | San Jose, Kalifornien                      | George Ashby                               | 0,929                                      | Harry Sims                                 | 0,878                                      | Carlos Hallon                              | 0,823                                      | George Ashby                               | 12                                         |
| 15                                             | 1982                                       | San Jose, Kalifornien                      | Carlos Hallon                              | 0,929                                      | Frank Torres                               | 0,994                                      | Larry Johnson                              | 0,869                                      | Don Brink                                  | 12                                         |
| 16                                             | 1983                                       | San Jose, Kalifornien                      | Harry Sims                                 | 1,054                                      | Frank Torres                               | 1,000                                      | Allen Gilbert                              | 0,955                                      | Harry Sims Allen Gilbert                   | 11                                         |
| 17                                             | 1984                                       | San Jose, Kalifornien                      | George Ashby                               | 1,018                                      | Allen Gilbert                              | 1,022                                      | Adrian Viguera                             | 0,961                                      | Frank Torres                               | 13                                         |
| 18                                             | 1985                                       | San Jose, Kalifornien                      | Frank Torres                               | 1,094                                      | Allen Gilbert                              | 1,006                                      | George Ashby                               | 0,951                                      | Allen Gilbert                              | 14                                         |
| 19                                             | 1986                                       | San Jose, Kalifornien                      | Carlos Hallon                              | 0,953                                      | Allen Gilbert                              | 0,984                                      | Frank Torres                               | 0,970                                      | Carlos Hallon Allen Gilbert                | 10                                         |
| 20                                             | 1987                                       | San Jose, Kalifornien                      | Frank Torres                               | 1,074                                      | Allen Gilbert                              | 0,951                                      | Carlos Hallon                              | ?                                          |                                            | ?                                          |
| 21                                             | 1988                                       | New York, New York                         | Allen Gilbert                              | ?                                          | Frank Torres                               | ?                                          |                                            | ?                                          |                                            | ?                                          |
| United States Billiard Association (seit 1989) |                                            |                                            |                                            |                                            |                                            |                                            |                                            |                                            |                                            |                                            |
| Nr.                                            | Saison                                     | Ort                                        | Gold                                       | Gold                                       | Silber                                     | Silber                                     | Bronze                                     | Bronze                                     | Höchstserie ≤10                            | Höchstserie ≤10                            |
| Nr.                                            | Saison                                     | Ort                                        | Name                                       | GD                                         | Name                                       | GD                                         | Name                                       | GD                                         | Name                                       | HS                                         |
| 22                                             | 1989                                       | Miami, Florida                             | Carlos Hallon                              | 1,161                                      | Dick Reid                                  | 0,952                                      | Allen Gilbert                              | 1,047                                      |                                            | ?                                          |
| 23                                             | 1990                                       | New York, New York                         | Sang Chun Lee                              | 1,471                                      | Kim Byung-soo                              | 0,940                                      | George Ashby                               | 0,960                                      | Sang Chun Lee                              | 15                                         |
| 24                                             | 1991                                       | San Jose, Kalifornien                      | Sang Chun Lee                              | 1,464                                      | Frank Torres                               | 1,154                                      | Rick Bryck                                 | 0,854                                      | Sang Chun Lee                              | 11                                         |
| 25                                             | 1992                                       | Chicago, Illinois                          | Sang Chun Lee                              | 1,590                                      | Bill Smith                                 | 0,875                                      | George Ashby                               | 0,981                                      | Sang Chun Lee                              | 13                                         |
| 26                                             | 1993                                       | San Jose, Kalifornien                      | Sang Chun Lee                              | 1,489                                      | Allen Gilbert                              | 1,065                                      | Kim Byung-soo                              | 1,027                                      | Sang Chun Lee                              | 17                                         |
| 27                                             | 1994                                       | Chicago, Illinois                          | Sang Chun Lee                              | 1,536                                      | Carlos Hallon                              | 1,245                                      | Mazin Shooni                               | 1,131                                      | Kim Byung-soo                              | 13                                         |
| 28                                             | 1995                                       | New York, New York                         | Sang Chun Lee                              | 1,834                                      | Carlos Hallon                              | 1,263                                      | Sonny Cho                                  | 1,002                                      | Sang Chun Lee                              | 12                                         |
| 29                                             | 1996                                       | Simi Valley, Kalifornien                   | Sang Chun Lee                              | 1,552                                      | Mazin Shooni                               | 1,087                                      | Sonny Cho                                  | 1,042                                      | Sang Chun Lee                              | 11                                         |
| 30                                             | 1997                                       | New York, New York                         | Sang Chun Lee                              | 1,491                                      | Michael Kang                               | 0,885                                      | Pedro Piedrabuena                          | 1,031                                      | Sang Chun Lee Mazin Shooni                 | 12                                         |
| 31                                             | 1998                                       | Milpitas, Kalifornien                      | Sang Chun Lee                              | 1,478                                      | Carlos Hallon                              | 1,269                                      | Frank Torres                               | 0,997                                      | Frank Torres                               | 14                                         |
| 32                                             | 1999                                       | Miami, Florida                             | Sang Chun Lee                              | 1,503                                      | Carlos Hallon                              | 1,219                                      | Kim Byung-soo                              | 1,059                                      |                                            | ?                                          |
| 33                                             | 2000                                       | Tacoma, Washington                         | Sang Chun Lee                              | 1,216                                      | Michael Kang                               | 1,012                                      | Mazin Shooni                               | 0,942                                      | Sang Chun Lee George Ashby                 | 10                                         |
| 34                                             | 2001                                       | Tucker, Georgia                            | Sang Chun Lee                              | 1,756                                      | Carlos Hallon                              | 1,105                                      | Adrian Viguera                             | 0,991                                      | Sang Chun Lee Carlos Hallon Michael Kang   | 12                                         |
| 35                                             | 2002                                       | South Gate, Kalifornien                    | Pedro Piedrabuena                          | 1,190                                      | Sang Chun Lee                              | 1,199                                      | Moon Bum Heo                               | 1,131                                      | Pedro Piedrabuena Sang Chun Lee            | 12                                         |
| 36                                             | 2003                                       | Livonia, Michigan                          | Hugo Patiño                                | 1,223                                      | Miguel Torres                              | 1,139                                      | Yong Chan Kim                              | 1,012                                      | Hugo Patiño                                | 13                                         |
| 37                                             | 2004                                       | New York, New York                         | Pedro Piedrabuena                          | 1,438                                      | Young Kyu Lee                              | 1,117                                      | Mazin Shooni                               | 1,071                                      | Young Kyu Lee                              | 12                                         |
| 38                                             | 2005                                       | Tacoma, Washington                         | Sonny Cho                                  | 1,142                                      | Pedro Piedrabuena                          | 1,551                                      | Michael Kang                               | ?                                          | Pedro Piedrabuena                          | 14                                         |
| 39                                             | 2006                                       | Miami, Florida                             | Mazin Shooni                               | 1,268                                      | Pedro Piedrabuena                          | 1,247                                      | Sonny Cho                                  | 1,318                                      | Mazin Shooni                               | 18                                         |
| 40                                             | 2007                                       | Maywood, Kalifornien                       | Pedro Piedrabuena                          | 1,438                                      | Mazin Shooni                               | 1,168                                      | Hugo Patiño                                | 1,388                                      | Carlos Palafox                             | 16                                         |
| 41                                             | 2008                                       | Louisville, Kentucky                       | Miguel Torres                              | 0,970                                      | Pedro Piedrabuena                          | 1,157                                      | Mazin Shooni                               | 0,957                                      | Sonny Cho                                  | 11                                         |
| 42                                             | 2009                                       | New York, New York                         | Hugo Patiño                                | 1,185                                      | Pedro Piedrabuena                          | 1,115                                      | Miguel Torres                              | 1,172                                      | Hugo Patiño                                | 14                                         |
| 43                                             | 2010                                       | Tacoma, Washington                         | Jae Hyung Cho                              | 1,201                                      | Pedro Piedrabuena                          | 1,232                                      | Miguel Torres                              | 1,180                                      | Michael Kang Pedro Piedrabuena             | 11                                         |
| 44                                             | 2011                                       | Las Vegas, Nevada                          | Pedro Piedrabuena                          | 1,469                                      | Hugo Patiño                                | 1,068                                      | Frank Torres                               | 1,065                                      | Pedro Piedrabuena                          | 15                                         |
| 45                                             | 2012                                       | Las Vegas, Nevada                          | Pedro Piedrabuena                          | 1,497                                      | Mazin Shooni                               | 1,139                                      | Sonny Cho                                  | 1,091                                      | Hugo Patiño                                | 12                                         |
| 46                                             | 2013                                       | Edison, New Jersey                         | Pedro Piedrabuena                          | 1,318                                      | Hugo Patiño                                | 1,191                                      | Jae-Hyung Cho                              | 1,111                                      | Jae-Hyung Cho                              | 11                                         |
| 47                                             | 2014                                       | Houston, Texas                             | Pedro Piedrabuena                          | 1,892                                      | Hugo Patiño                                | 1,401                                      | Sonny Cho                                  | 1,349                                      | Pedro Piedrabuena                          | 14                                         |
| 48                                             | 2015                                       | New York, New York                         | Pedro Piedrabuena                          | 1,441                                      | Young-Gull Lee                             | 0,984                                      | Miguel Torres                              | 1,232                                      | Pedro Piedrabuena                          | 12                                         |
| 49                                             | 2016                                       | North Hollywood, Kalifornien               | Hugo Patiño                                | 1,473                                      | Pedro Piedrabuena                          | 1,604                                      | Jae-Hyung Cho                              | 1,348                                      | Jae-Hyung Cho                              | 13                                         |
| 50                                             | 2017                                       | Tucson, Arizona                            | Pedro Piedrabuena                          | 1,584                                      | Miguel Torres                              | 1,233                                      | Jae-Hyung Cho                              | 1,208                                      | Hugo Patiño                                | 15                                         |
| 51                                             | 2018                                       | Tucson, Arizona                            | Miguel Torres                              | 1,037                                      | Pedro Piedrabuena                          | 1,572                                      | Hugo Patiño                                | 1,009                                      | Pedro Piedrabuena                          | 11                                         |
| 52                                             | 2019                                       | Houston, Texas                             | Hugo Patiño                                | 1,481                                      | Miguel Torres                              | 0,950                                      | Pedro Piedrabuena                          | 1,444                                      | Hugo Patiño                                | 18                                         |
| 53                                             | 2020                                       | New York, New York                         | Tae Kyu Lee                                | 1,221                                      | Raymon Groot                               | 1,163                                      | Kang Lee                                   | 1,369                                      | Miguel Torres                              | 11                                         |
| 54                                             | 2021                                       | New York, New York                         | Pedro Piedrabuena                          | 2,000                                      | Tae Kyu Lee                                | 1,028                                      | Young Kyu Lee                              | 0,967                                      | Pedro Piedrabuena                          | 18                                         |
| 55                                             | 2022                                       | Morton Grove, Illinois                     | Pedro Piedrabuena                          | 1,429                                      | Miguel Torres                              | 1,175                                      | Carlos Mario Villegas                      | 0,960                                      | John Park                                  | 13                                         |
| 56                                             | 2023                                       | Lauderhill, Florida                        | Pedro Piedrabuena                          | 1,584                                      | Hugo Patiño                                | 1,030                                      | Raymon Groot                               | 1,088                                      | Raymon Groot                               | 18                                         |
| 57                                             | 2024                                       | Modesto, Kalifornien                       | Hugo Patiño                                | 1,404                                      | Pedro Piedrabuena                          | 1,360                                      | Tae Kyu Lee                                | 1,036                                      | Tae Kyu Lee                                | 13                                         |
| 58                                             | 2025                                       | Palisades Park, New Jersey                 | Raymon Groot                               | 1,299                                      | Pedro Piedrabuena                          | 1,609                                      | John Park                                  | 1,168                                      | Raymon Groot                               | 9                                          |

Quellen:

## Medaillenspiegel
| Medaillenränge        | 1. | 2. | 3. | Σ  |
| --------------------- | -- | -- | -- | -- |
| Pedro Piedrabuena     | 12 | 9  | 2  | 23 |
| Sang Chun Lee         | 12 | 1  | -  | 13 |
| Allen Gilbert         | 5  | 8  | 2  | 15 |
| Hugo Patiño           | 5  | 4  | 2  | 11 |
| Frank Torres          | 4  | 5  | 2  | 11 |
| Carlos Hallon         | 3  | 5  | -  | 8  |
| George Ashby          | 3  | 2  | 1  | 6  |
| Miguel Torres         | 2  | 3  | 3  | 8  |
| Eddie Robin           | 2  | 1  | -  | 3  |
| Harry Sims            | 2  | 1  | -  | 3  |
| John Bonner           | 2  | -  | -  | 2  |
| Mazin Shooni          | 1  | 3  | 4  | 8  |
| Bill Hynes            | 1  | 2  | -  | 3  |
| Raymon Groot          | 1  | 1  | 1  | 3  |
| Sonny Cho             | 1  | -  | 5  | 6  |
| Jae Hyung Cho         | 1  | -  | 3  | 4  |
| Tae Kyu Lee           | 1  | 1  | 1  | 3  |
| Michael Kang          | -  | 2  | 1  | 3  |
| Young Kyu Lee         | -  | 2  | 1  | 3  |
| Byung-Soo Kim         | -  | 1  | 2  | 3  |
| Bill Smith            | -  | 1  | -  | 1  |
| Dick Reid             | -  | 1  | -  | 1  |
| Jim McFarlane         | -  | 1  | -  | 1  |
| Jose Hernandez        | -  | 1  | -  | 1  |
| Larry Johnson         | -  | 1  | -  | 1  |
| Ray Tajima            | -  | 1  | -  | 1  |
| Adrian Viguera        | -  | -  | 3  | 3  |
| Bob Ameen             | -  | -  | 1  | 1  |
| Kang Lee              | -  | -  | 1  | 1  |
| Carlos Mario Villegas | -  | -  | 1  | 1  |
| John Park             | -  | -  | 1  | 1  |